# 치경 설측 접근음
치경 설측 접근음(齒莖 舌側 接近音)은 자음의 하나로 이나 잇몸에서 조음되는 설측 접근음이다.

## 특징
발성 - 성대의 진동을 수반하는 유성음.
조음
- 조음 위치 - 혀 옆과 잇몸에 의한 치경음.
- 조음 방법
- 구강내의 기류 - 혀의 겨드랑이를 기류가 통과하는 측면음.
- 조음 기관의 접근도 - 마찰이 생길 정도는 아닌 가까움에 의한 접근음.
- 구개돛의 위치 - 구개돛을 들어 올려 비강에의 통로를 막은 구음.

## 발음 예시
- 헝가리어, 이탈리아어, 베트남어, 네덜란드어, 폴란드어, 루마니아어, 노르웨이어, 독일어, 웨일스어, 페로어, 슬로베니아어, 카탈루냐어, 슬로바키아어, 표준 이보어: l에서 이 소리가 난다.
- 영어: let의 l에서 이 소리가 난다.
- 표준 중국어, 광둥어, 간어의 창두 방언, 푸셴어, 상하이어, 하카어, 차오저우어: 병음 l에서 이 소리가 난다.
- 스코틀랜드 게일어: 첫소리의 연음 l과 나머지 위치에서의 l에서 이 소리가 난다.
- 아랍어: ل에서 이 소리가 난다.
- 현대 그리스어: Λ에서 이 소리가 난다.
- 추바시어, 우크라이나어, 마케도니아어, 러시아어, 키르기스어: Л에서 이 소리가 난다.
- 크메르어: ឡ, ល에서 이 소리가 난다.
- 태국어: ล, ฬ에서 이 소리가 난다.
- 네팔어: ल에서 이 소리가 난다.
- 한국어: 음절 말의 ㄹ에서 이 소리가 난다. 권설 설측 접근음으로도 발음된다.
- 총가어: l과 lw에서 이 소리가 난다. lw는 순음화 자음이다.
- 동부 크리어: 크리 음절 문자 표기의 ᓓ, ᓕ, ᓗ, ᓚ, ᓖ, ᓘ	, ᓛ와 ᓪ, 라틴 문자 표기의 l에서 이 소리가 난다.

## 같이 보기
- 설측음
- Ł